# Убейкино
Убейкино (чув. Упиел) — село в Исаклинском районе Самарской области. Входит в состав сельского поселения Два Ключа.

## География
Находится на расстоянии примерно 7 километров по прямой на юг от районного центра села Исаклы.

## История
Основано во второй половине XVIII века.

## Население
Постоянное население составляло 73 человек (чуваши 50%, русские 44%) в 2002 году, 54 в 2010 году.